# 만주국 경찰

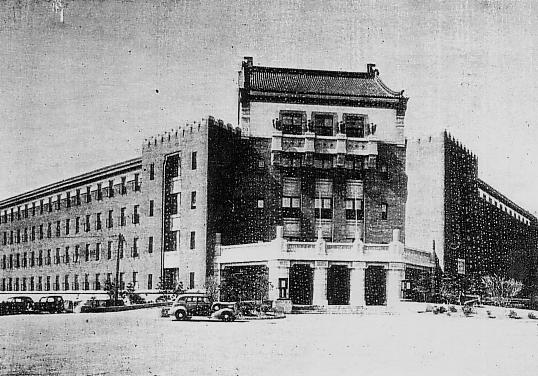
만주국 치안부 청사

만주국 경찰(滿州國警察)에서는 만주국에 설치된 경찰제도에 대하여 설명한다.

## 개요
종래 만주를 지배하에 두고 있던 봉천파 군벌도 독자적인 경찰제도를 가지고 있었다. 만주국 성립 후, 일본의 지도하에 만주국 경찰을 설치하게 되었다. 중앙 정부에 경무사(警務司)를 설치하여 만주국의 경찰을 통괄하게 하였다. 지방에서는 각 성(省)에 경무청(警務廳)을 설치하였다. 수도인 신징특별시(新京特別市)에는 수도경찰청(首都警察廳)을 설치하였고, 펑텐 시(奉天市)·하얼빈(哈爾濱)에는 경찰국(警察局), 안둥 시(安東市)·푸순 시(撫順市)·안산 시(鞍山市)·지린 시(吉林市)·무단장 시(牡丹江市)·치치하얼(齊齊哈爾)·진주 시(錦州市)·자무쓰 시(佳木斯市)·잉커우 시(營口市)에는 경무처(警務處), 기타 시와 현에는 경무과(警務科)를 설치하였다. 해상경찰로서 해상경찰대가 설치되었다.

## 연혁
- 1932년(대동 원년) 3월, 만주국 민정부에 경무사를 설치하고, 각 성(省)에 경무청을 설치.
- 1932년(대동 원년) 6월, 신징에 수도경찰청을 설치.
- 1934년(강덕 원년) 3월, 제정으로 이행하여 푸이가 황제에 즉위.
- 1937년(강덕 4년) 7월, 경무사가 만주국 치안부로 이관.
- 1937년(강덕 4년) 12월, 일본에 대한 치외법권이 철폐.
- 1939년(강덕 6년) 12월, 경찰 강령을 제정.
- 1943년(강덕 10년) 4월, 치안부를 폐지하고 경무총국을 설치.

## 조직

### 경무사의 조직
1940년(강덕 7년) 시점
- 참사관실
- 경무과
  - 총무고, 인사고, 경리고, 기획고
- 경비과
  - 경비고, 방공고, 통신고, 총기고
- 특무과
  - 특무고, 사상고, 검열고
- 보안과
  - 보안고, 교통고, 경제보안고
- 형사과
  - 형사고, 방범고
- 교양과
  - 교양고, 교재고
- 병사은사실

### 경무총국의 조직
1943년(강덕 10년) 시점
- 관방
  - 참사관실, 총무과, 경리과, 교양과, 병사은상실
- 경무고
  - 경비과, 방공과, 통신과, 보안과, 형사과, 경제보안과
- 특무고
  - 특무과, 특고과, 외사과

## 만주국 경찰관 계급
| 만주국 경찰                | 현재 일본 경찰 |
| -------------------------- | -------------- |
| 경무사장(警務司長)         | 경찰청장관     |
| 수도경찰청장(首都警察廳長) | 경시총감       |
| 경시감                     |                |
| 경시장                     |                |
| 경정(警正)                 | 경시정         |
| 경좌(警佐)                 | 경시           |
| 경위(警尉)                 | 경부           |
| 경위보(警尉補)             | 경부보         |
| 경장(警長)                 | 순사부장       |
| 경사(警士)                 | 순사           |

## 경찰 강령
1939년(강덕 6년) 12월, 경찰관의 행동규범으로 경찰 강령이 제정되었다.
- 경찰관은 왕도구현의 선구가 되어야 한다(警察官須為王道具現之先駆).
- 경찰관은 민족협화의 중핵이 되어야 한다(警察官須為民族協和之中核).
- 경찰관은 의리와 용기를 숭상하고 정의를 옹호하여야 한다(警察官須崇尚義勇擁護正義).
- 경찰관은 기율을 존중하고 융화단결하여야 한다(警察官須尊重紀律融和団結).
- 경찰관은 성실히 책임을 다하여야 한다(警察官須恪守誠実完成責任).
- 경찰관은 청렴을 유지하며 공평무사하여야 한다(警察官須持身廉潔公平無私).
- 경찰관은 수양에 노력하여 인격을 도야하여야 한다(警察官須努力修養陶冶人格).

## 제복

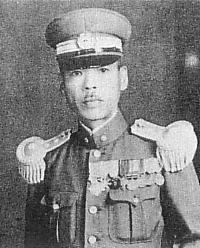
만주국 경찰관 정장
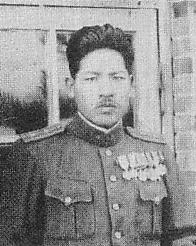
만주국 경찰관 상장

## 같이 보기
- 만주국

## 참고 문헌
- 《만주국경찰개요》(満州国警察概要), 만주국민정부경무사, 강덕 2년 10월.
- 《만주국경찰개요》(満州国警察概要), 만주국치안부경무사, 강덕 7년 11월.